# Ischnura albistigma
Ischnura albistigma – gatunek ważki z rodziny łątkowatych (Coenagrionidae). Występuje na Wyspach Samoa –  stwierdzono go na wyspach Upolu i Tutuila.